# Claudia Albarrán
María Claudia Patricia Albarrán Ampudia más conocida como Claudia Albarrán (Ciudad de México, 1960) es una investigadora, catedrática, ensayista y crítica literaria mexicana.

## Biografía
Nacida en la Ciudad de México, obtuvo una licenciatura en ciencias humanas por el Centro Universitario de Ciencias Sociales y Humanidades (CUCSH) de la Universidad de Guadalajara (UdeG). Posteriormente realizó una maestría en letras hispánicas por El Colegio de México (COLMEX) y un doctorado en letras por la Universidad Nacional Autónoma de México (UNAM) con unas tesis sobre Inés Arredondo.
Se desempeña como profesora de tiempo completo en el Departamento Académico de Lenguas y la División Académica de Estudios Generales y Estudios Internacionales (DAEGI) del Instituto Tecnológico Autónomo de México (ITAM). De igual forma es coordinadora de los diplomados en literatura mexicana moderna y contemporánea, literatura latinoamericana contemporánea y el taller de creación literaria "Cuatro por cuatro" de dicha institución.
Forma parte del Sistema Nacional de Investigadoras e Investigadores (SNII). Sus principales líneas de investigación giran alrededor de los escritores de la Generación del Medio Siglo, el análisis de la obra de Inés Arredondo y Juan Vicente Melo, así como la literatura escrita por mujeres. Ha sido autora y coautora de múltiples ensayos y libros de narrativa como Luna menguante: vida y obra de Inés Arredondo (2000), Diccionario de literatura mexicana: siglo XX (2004), y Narradores mexicanos en la transición de medio siglo 1947-1968 (2006),

## Publicaciones seleccionadas

### Antologías
- López González, Aralia (1995). Sin imágenes falsas, sin falsos espejos: narradoras mexicanas en el siglo XX. Erscheinungsort nicht ermittelbar: El Colegio de México. ISBN 9786075641379.

### Estudios y crítica
- Albarrán, Claudia (2000). Luna menguante: vida y obra de Inés Arredondo (1. edición). México, D.F: Ed. Casa Juan Pablos. ISBN 9789709059663.
- Albarrán, Claudia; Pereira, Armando (2004). Diccionario de literatura mexicana, siglo XX. Universidad Nacional Autonoma de México, Instituto de Investigaciones Filológicas. ISBN 9789703217601.
- Pereira, Armando; Albarrán, Claudia (2006). Narradores mexicanos en la transición de medio siglo: 1947 - 1968. México: UNAM, Instituto de Investigaciones Filológicas, Centro de Estudios Literarios. ISBN 9789703239863.